# Podolci (otok)
Podolci je majhen otok v Jadranskem morju, v bližini otoka Cres. Pripada Hrvaški. Nahaja se nasproti Nerezina, na izhodu iz zaliva Jaz, nedaleč od rta Seke in majhne vasice Podolci. Je podolgovate oblike in se razteza v smeri sever-jug.
Otok ima površino 1968 m² in višino 1 meter.
V nacionalnem programu za zaščito in uporabo majhnih, občasno naseljenih in nenaseljenih otokov ter okoliškega morja Ministrstva za regionalni razvoj in sklada Evropske unije je Podolci omenjen med otoki z manjšimi nadmorskimi višinami (pečine različnih oblik in velikosti)".